# Katie Elders fyra söner
Katie Elders fyra söner (originaltitel: The Sons of Katie Elder) är en amerikansk westernfilm från 1965 i regi av Henry Hathaway.

## Handling
Katie Elders fyra söner John (John Wayne), Tom (Dean Martin), Bud (Michael Anderson Jr.) och Matt (Earl Holliman) återförenas för sin mors begravning. De får veta att fadern nyligen mördats efter att ha förlorat familjens ranch på kortspel och bestämmer sig för att ta reda på vem mördaren är.

## Medverkande
| John Wayne           | – John Elder                      |
| Dean Martin          | – Tom Elder                       |
| Martha Hyer          | – Mary Gordon                     |
| Michael Anderson Jr. | – Bud Elder                       |
| Earl Holliman        | – Matt Elder                      |
| Jeremy Slate         | – Ben Latta                       |
| James Gregory        | – Morgan Hastings                 |
| Paul Fix             | – sheriff Billy Wilson            |
| George Kennedy       | – Curley                          |
| Dennis Hopper        | – Dave Hastings                   |
| Sheldon Allman       | – domare Harry Evers              |
| Karl Swenson         | – Doc Isdell                      |
| John Litel           | – prästen                         |
| John Doucette        | – begravningsentreprenör Hyselman |
| James Westerfield    | – Vannar                          |
| Rhys Williams        | – Charlie Bob Striker             |
| John Qualen          | – Charlie Biller                  |
| Rodolfo Acosta       | – Bondie Adams                    |
| Strother Martin      | – Jeb Ross                        |
| Percy Helton         | – Peevey                          |